# Persone di nome Josip
| Questa pagina contiene informazioni ricavate automaticamente dalle voci biografiche con l'ausilio del template Bio e di un bot. L'aggiornamento è periodico e automatico e ricostruisce completamente la pagina. Se manca una persona in questa lista, sei pregato di non aggiungerla, ma accertati piuttosto che la sua voce biografica contenga il template Bio e che i dati anagrafici siano correttamente compilati. Se il template Bio manca, inseriscilo tu stesso o, in alternativa, metti l'avviso {{tmp\|Bio}} che ne segnala la mancanza. Se i dati riportati sono sbagliati, correggi direttamente la voce biografica; le modifiche saranno visibili in questa lista entro pochi giorni. Per chiarimenti vedi il progetto antroponimi. La lista contiene solo le 103 persone che sono citate nell'enciclopedia e per le quali è stato implementato correttamente il template Bio. Pagina aggiornata al 16 ott 2024. |

Questa è una lista di persone presenti nell'enciclopedia che hanno il prenome Josip, suddivise per attività principale.

## Allenatori di calcio(4)
- Josip Butić, allenatore di calcio e ex calciatore croato (Zara, n. 1974)
- Josip Kuže, allenatore di calcio e calciatore jugoslavo (Vranje, n. 1952 - Zagabria, † 2013)
- Josip Skoblar, allenatore di calcio e ex calciatore croato (Brevilacqua, n. 1941)
- Josip Škorić, allenatore di calcio e ex calciatore croato (Spalato, n. 1981)

## Architetti(1)
- Josip Vancaš, architetto austro-ungarico (Sopron, n. 1859 - Zagabria, † 1932)

## Arcivescovi cattolici(2)
- Josip Stadler, arcivescovo cattolico croato (Slavonski Brod, n. 1843 - Sarajevo, † 1918)
- Josip Uhač, arcivescovo cattolico croato (Brsec, n. 1924 - Roma, † 1998)

## Attori(2)
- Josip Elic, attore statunitense (Butte, n. 1921 - River Edge, † 2019)
- Josip Zovko, attore croato (Spalato, n. 1970 - Grudsko Vrilo, † 2019)

## Canottieri(1)
- Josip Reić, ex canottiere croato (Spalato, n. 1965)

## Cardinali(2)
- Josip Bozanić, cardinale e arcivescovo cattolico croato (Fiume, n. 1949)
- Josip Mihalović, cardinale e arcivescovo cattolico croato (Torda, n. 1814 - Zagabria, † 1891)

## Cestisti(6)
- Josip Bilinovac, cestista croato (Mostar, n. 1990)
- Josip Blajić, ex cestista croato (Signo, n. 1987)
- Josip Farčić, ex cestista jugoslavo (Blato, n. 1945)
- Josip Sesar, ex cestista e allenatore di pallacanestro croato (Mostar, n. 1978)
- Josip Sobin, cestista croato (Spalato, n. 1989)
- Josip Vranković, ex cestista e allenatore di pallacanestro croato (Spalato, n. 1968)

## Ciclisti su strada(1)
- Josip Rumac, ex ciclista su strada croato (Fiume, n. 1994)

## Dirigenti sportivi(1)
- Josip Šimunić, dirigente sportivo, allenatore di calcio e ex calciatore croato (Canberra, n. 1978)

## Ginnasti(1)
- Josip Primožic, ginnasta jugoslavo (Lubiana, n. 1900 - Maribor, † 1985)

## Giocatori di calcio a 5(2)
- Josip Jurlina, giocatore di calcio a 5 croato (Zara, n. 2000)
- Josip Suton, giocatore di calcio a 5 e ex calciatore croato (Mostar, n. 1988)

## Lottatori(1)
- Josip Čorak, lottatore jugoslavo (Rastoka, n. 1943 - † 2023)

## Matematici(1)
- Josip Plemelj, matematico sloveno (Bled, n. 1873 - Lubiana, † 1967)

## Militari(1)
- Josip Jelačić, militare e politico (Petrovaradin, n. 1801 - Zagabria, † 1859)

## Pallanuotisti(2)
- Josip Pavić, ex pallanuotista croato (Spalato, n. 1982)
- Josip Vrlić, pallanuotista croato (Fiume, n. 1986)

## Pittori(1)
- Josip Generalić, pittore croato (Hlebine, n. 1936 - Koprivnica, † 2004)

## Poeti(1)
- Josip Murn Aleksandrov, poeta sloveno (Lubiana, n. 1879 - Lubiana, † 1901)

## Politici(7)
- Josip Vilfan, politico sloveno (Trieste, n. 1878 - Belgrado, † 1955)
- Josip Bitežnik, politico e giurista austriaco (Salcano, n. 1891 - Gorizia, † 1960)
- Josip Joška Broz, politico serbo (Belgrado, n. 1947)
- Josip Lavrenčič, politico italiano (Postumia, n. 1859 - † 1936)
- Josip Leko, politico croato (Plavna, n. 1948)
- Josip Manolić, politico croato (Kalinovac, n. 1920 - Zagabria, † 2024)
- Josip Broz Tito, politico, rivoluzionario e militare jugoslavo (Kumrovec, n. 1892 - Lubiana, † 1980)

## Scrittori(6)
- Josip Jurčič, scrittore sloveno (Ivančna Gorica, n. 1844 - Lubiana, † 1881)
- Josip Kosor, scrittore, poeta e drammaturgo croato (Trebocconi, n. 1879 - Ragusa, † 1961)
- Josip Kozarac, scrittore e poeta croato (Vinkovci, n. 1858 - Koprivnica, † 1906)
- Josip Miličić, scrittore, poeta e pittore serbo (Brusie, n. 1886 - Bari, † 1944)
- Josip Ribičič, scrittore sloveno (Bescanuova, n. 1886 - Lubiana, † 1969)
- Josip Vandot, scrittore sloveno (Kranjska Gora, n. 1884 - Trnjanski Kuti, † 1944)

## Taekwondoka(1)
- Josip Teskera, taekwondoka croato (n. 2001)

## Tennisti(1)
- Josip Palada, tennista jugoslavo (Zagabria, n. 1912 - Zagabria, † 1994)

## Tiratori a volo(1)
- Josip Glasnović, tiratore a volo croato (Zagabria, n. 1983)

## Vescovi cattolici(1)
- Josip Juraj Strossmayer, vescovo cattolico croato (Osijek, n. 1815 - Đakovo, † 1905)

## Wrestler(1)
- Nikolai Volkoff, wrestler statunitense (Spalato, n. 1947 - Glen Arm, † 2018)